# Liebig’s Extract of Meat Company

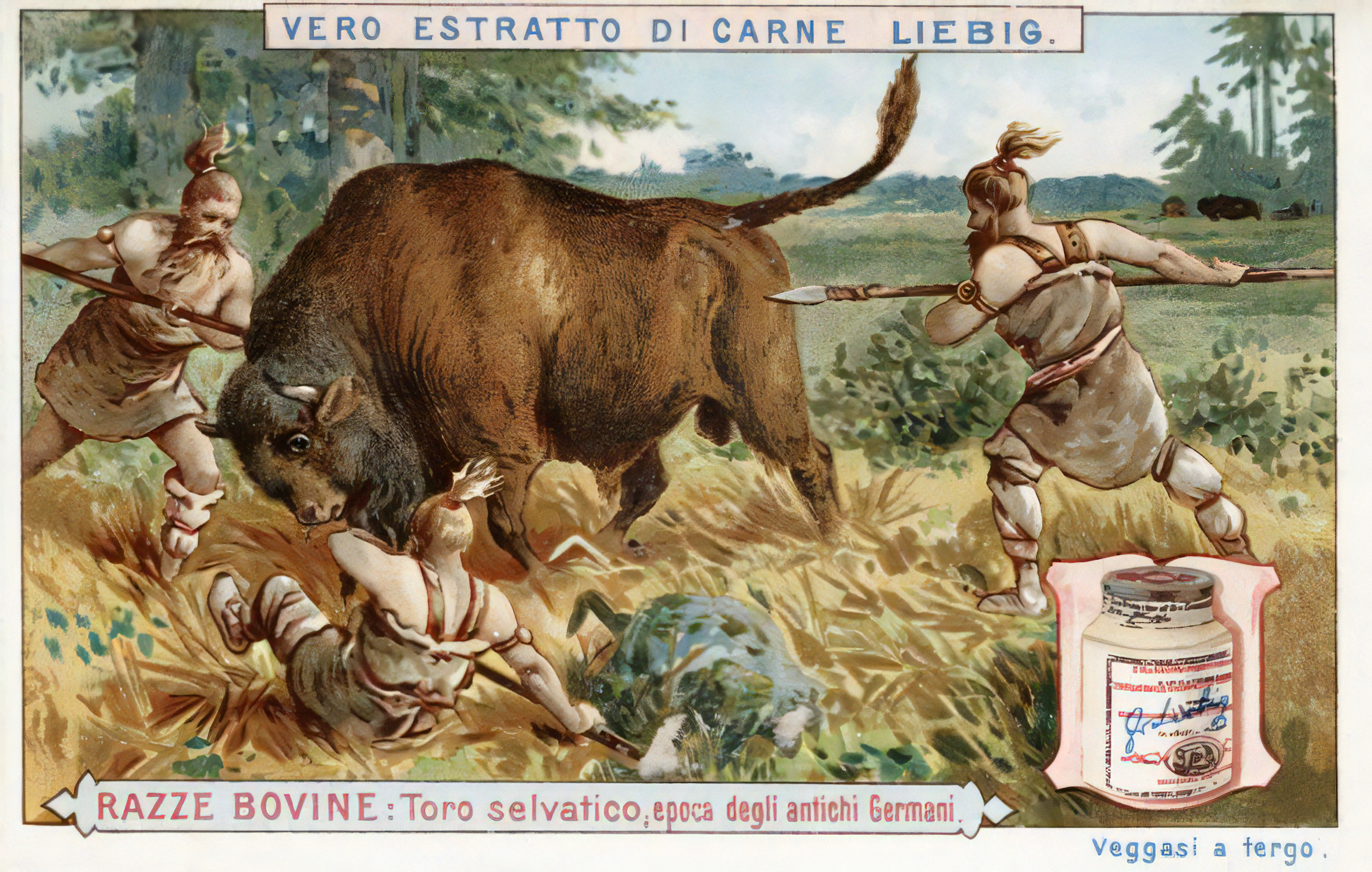
Sammelbild von Liebig’s Extract of Meat Company auf Italienisch (um 1900)

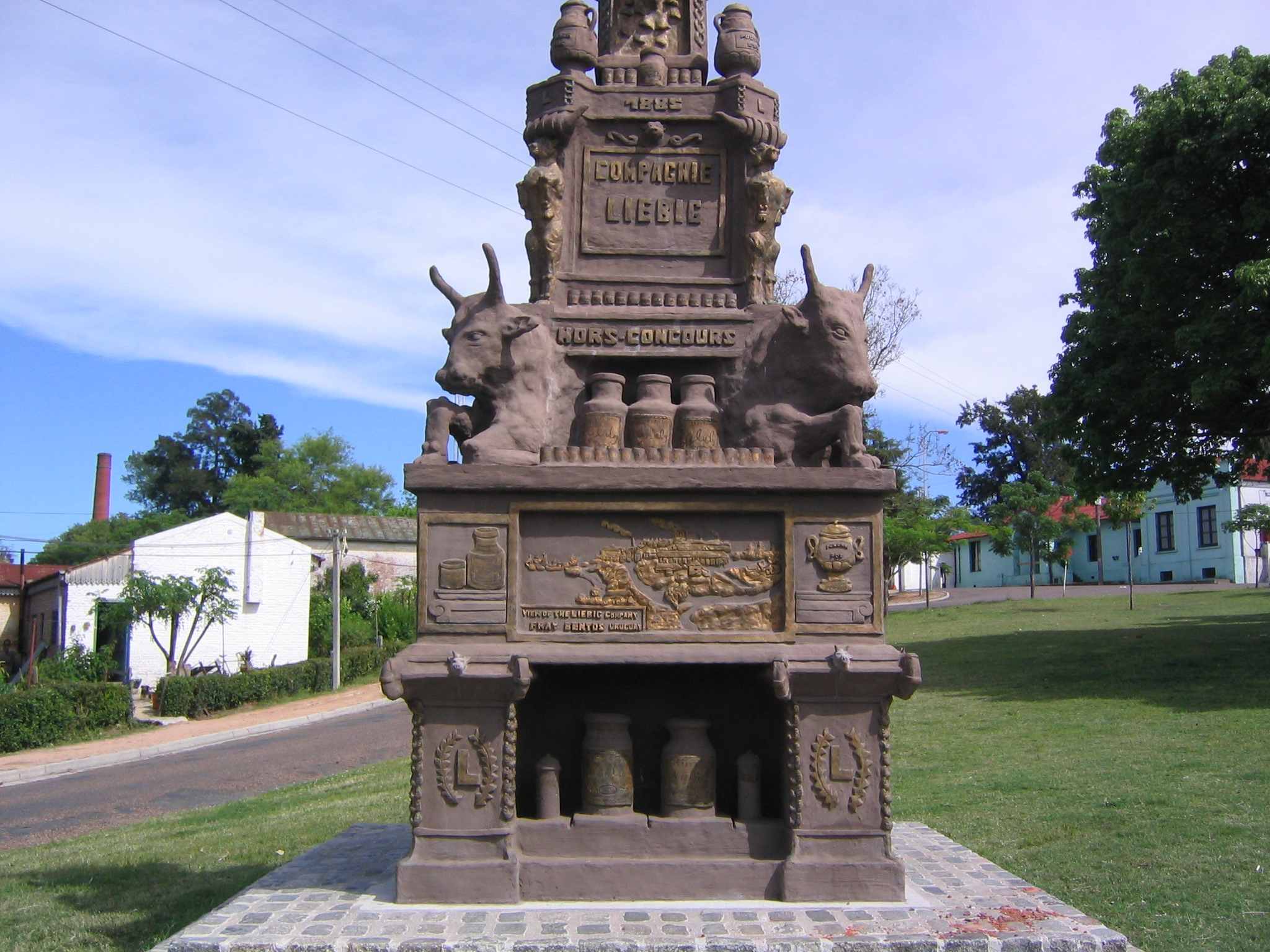
Denkmal zu Liebig’s Extract of Meat Company in Fray Bentos, Uruguay (2007)

Liebig’s Extract of Meat Company (LEMCO) war ein britisches Unternehmen, das in den 1880er Jahren den Brühwürfel aus dem von Justus von Liebig erforschten Fleischextrakt entwickelte und vermarktete.

## Geschichte
Das Unternehmen wurde in London gegründet und hatte seine Hauptbetriebsstätte später in Fray Bentos, Uruguay, und auf der Farm Neuheusis in Südwestafrika (heute Namibia), wo sich große Rinderbetriebe befanden. Auf Neuheusis steht noch heute das Liebig-Haus.
Bekannt wurde das Unternehmen auch durch die Sammelbilder, sogenannte Liebigbilder. Die Produkte von Liebig’s Extract of Meat Company erreichten hohe Beliebtheit, da Fleischgenuss für eine breite Bevölkerungsschicht ein Luxus war. Auch die oberen Gesellschaftsschichten kauften Liebigs Fleischextrakte. Das Unternehmen belieferte den Wiener Hof und wurde zum k.u.k. Hoflieferanten ernannt.
1964 vereinigten sich Liebigs und der 1869 von Arthur Brook in Manchester gegründete weltweite Teekonzern Brook Bond & Company zur Brook Bond Liebig Co. Diese wurde später vom Unilever-Konzern übernommen. Nachfolgeunternehmen ist Oxo.
Die ehemalige Fabrik in Fray Bentos beherbergt heute ein Museum zum Unternehmen.